# Quinton (Northamptonshire)
Pour les articles homonymes, voir Quinton.
Quinton est une paroisse civile et un village du Northamptonshire, en Angleterre.